# Nachkriegszeit in Großbritannien
Dieser Artikel zur Nachkriegszeit in Großbritannien umfasst die Periode der Geschichte des Vereinigten Königreichs von 1945 bis 1979. Siehe auch Geschichte des Vereinigten Königreichs von Großbritannien und Nordirland (1921 bis heute).
Die unmittelbaren Nachkriegsjahre des Zweiten Weltkriegs waren hart – eine Periode der Austerität, die letzten Lebensmittel-Rationierungen wurden erst 1954 aufgehoben. Die Staatskasse war fast bankrott und hing von Darlehen und Zuschüssen aus den Vereinigten Staaten ab. In erster Priorität mussten die ausgebombten Städte und die Exportindustrie wieder aufgebaut werden. Auch ein Nationalstolz und die Zuversicht auf eine positive Zukunft waren wieder zu finden. Die Labour-Partei gewann überraschend die Wahlen des Jahres 1945 mit einem Erdrutschsieg. Unter Premierminister Clement Attlee versprach sie eine Planwirtschaft, die jede Macht der nationalen Regierung benutzen würde, um Vollbeschäftigung zu garantieren, den Wohlfahrtsstaat zu erweitern, zum Wohlstand zurückzufinden, und die Soziale Ungleichheit zu vermindern. Das wichtigste Instrument war die Verstaatlichung der wichtigsten Industrien, was weitgehend bis 1950 erreicht wurde. Es gelang, Arbeitslosigkeit und Inflation niedrig zu halten, und 1953 war der Wohlstand rechtzeitig zurückgekehrt, um die Krönung von Königin Elizabeth II. gebührend zu feiern. Bis dahin aber war die Labour Party durch erbitterte Flügelkämpfe gespalten, was den Weg für die Rückkehr von Winston Churchill und der Konservativen im Jahr 1951 frei machte.
Großbritannien war einer der Gewinner des Krieges, aber es verlor im Jahr 1947 Indien und gab bis 1960 fast den ganzen Rest des British Empire auf. Die letzte wichtige Entscheidung war die Übergabe von Hongkong an die Volksrepublik China im Jahr 1997. Großbritannien war im Jahr 1945 ein Gründungsmitglied der Vereinten Nationen, mit einem Vetorecht im Sicherheitsrat. Es arbeitete eng mit den Vereinigten Staaten während des Kalten Krieges nach 1947 und half 1949 die NATO als Militärbündnis gegen die Sowjetunion aufzubauen. Es kämpfte 1950–1953 im Koreakrieg gegen Nordkorea und China. Nach einer langen Diskussion und anfänglicher Ablehnung trat es im Jahr 1973 der Europäischen Union bei. Der Wohlstand kehrte in den 1950ern zurück und London blieb ein Weltzentrum für Finanzen und Kultur, aber die Nation war keine Weltmacht mehr.

## Austerität, 1945–1950
Die ersten Nachkriegsjahre nannte man das „Zeitalter der Sparmaßnahmen“. Die britische Wirtschaft war bei Kriegsende stark auf Kriegsproduktion ausgerichtet (rund 55 % des BIP) und hatte ihre Exporte drastisch reduziert. Der Staat war in Folge des Krieges fast bankrott. Großbritannien hielt jedoch immer noch im Versuch, eine Weltmacht zu bleiben, riesige Streitkräfte (Ende der 1940er Jahre noch fast eine Million Mann stark) und die Wehrpflicht (national service) aufrecht. Als die USA plötzlich und ohne Vorwarnung die Ausleihungen im Rahmen des Leih- und Pachtgesetzes am 29. August 1945 auf den 1. September stoppten, drohte ein Staatsbankrott. Die Regierung bat um Hilfe und erhielt von den USA im Dezember 1945 einen 3.750.000.000-$-Kredit, zu 2 % zu verzinsen.
Die Kosten des Wiederaufbaus erforderten drastische Sparmaßnahmen im Land, um die Exporterlöse zu maximieren, während die britischen Kolonien und andere Partnerstaaten aufgefordert wurden, ihre Reserven in Pfund als „Sterling balances“ zu halten. Weitere nicht rückzahlbare Mittel kamen 1948 bis 1950 aus dem Marshall-Plan; diese waren mit der Bedingung verknüpft, dass Großbritannien die Geschäftsabläufe modernisiert und Handelshemmnisse entfernt. Großbritannien war ein begeisterter Anhänger des Marshall-Plans und benutzte ihn als Hebel zur Förderung der europäischen Einheit und der militärischen Allianz der NATO, die im Jahr 1949 gegründet wurde.

## Soziale Bedingungen
Die Bedingungen waren düster: Rationierung und Wehrpflicht setzten sich in den Nachkriegsjahren fort und das Land litt 1946–1947 an einem der schlimmsten Winter je. Die kriegsbedingte Rationierung wurde fortgesetzt und zum ersten Mal auf Brot erweitert, um die deutschen Zivilisten im britischen Sektor des besetzten Deutschlands ernähren zu können. Während des Krieges hatte die Regierung Speiseeis verboten und Süßigkeiten wie Schokolade und Süßwaren rationiert; Süßigkeiten waren bis 1954 rationiert. Die meisten Menschen murrten, aber für die Ärmsten war die Rationierung von Vorteil, weil ihre Ernährung so mehr Nährwert als vor dem Krieg hatte. Hausfrauen organisierten sich, um die Sparpolitik zu bekämpfen. Die Konservativen sahen ihre Chancen und erneuerten ihr politisches Kapital durch einen Angriff auf den Sozialismus, das Sparprogramm, die Rationierung und die wirtschaftlichen Kontrollen; sie waren 1951 wieder an der Macht.
Einige Lichtblicke heiterten die finsteren Jahre auf. Die Moral wurde durch die Hochzeit von Prinzessin Elizabeth im Jahr 1947 und durch das Festival of Britain im Jahr 1951 gehoben. Die Olympischen Sommerspiele fanden 1948 in London statt. Der Wiederaufbau war in der angeschlagenen Gastgeberstadt begonnen, aber es gab keine Mittel für neue Anlagen. Alle Austragungsorte der Spiele wurden durch private oder öffentliche Organisationen mit wenig Aufwand bereitgestellt.

## Labour-Regierung
Der Sieg der Labour Party im Jahr 1945 spiegelte aufgestaute Frustrationen wider: Das starke Gefühl, dass alle Briten in einem „Volkskrieg“ ihren Beitrag geleistet und nun eine Belohnung verdient hätten, animierte die Wähler. Aber das Finanzministerium war am Rande des Bankrotts und die Programme zur Verstaatlichung waren teuer. Das Vorkriegsniveau des Lebensstandards war erst in den 1950er Jahren wieder erreicht. Die wichtigste Reform war die Gründung des National Health Service am 5. Juli 1948. Das Programm versprach der ganzen Bevölkerung, unabhängig vom Einkommen, die medizinische Versorgung unentgeltlich bereitzustellen.
Die Wahlen unmittelbar am Ende des Krieges brachten der Labour Party unter Clement Attlee einen Erdrutschsieg. Das Wahlprogramm war ein Manifest für mehr soziale Gerechtigkeit mit Maßnahmen wie der Schaffung einer kostenlosen medizinischen Versorgung für alle (National Health Service), einer Erweiterung des sozialen Wohnungsbaus, und der Verstaatlichung der wichtigsten Industrien.

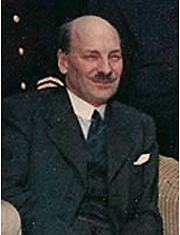
Clement Attlee: Labour-Premierminister, 1945–1951

Mit dem Ende des Krieges in Europa im Mai 1945 wurde die Koalition aufgelöst, allgemeine Wahlen fanden am 5. Juli 1945 statt. Die Stimmenauszählung verzögerte sich noch drei Wochen, bis auch die Stimmen der Wehrdienstleistenden eingegangen waren. Zur Überraschung vieler Beobachter gewann Labour 50 % der Stimmen und eine Mehrheit von 145 Sitzen im Unterhaus. Attlee selbst verkündete: „Dies ist das erste Mal in der Geschichte des Landes, dass eine Arbeiterbewegung mit einer sozialistischen Politik die Zustimmung der Wähler erhalten hat.“
Die genauen Gründe für den Sieg sind weiterhin umstritten. Während des Krieges zeigten Meinungsumfragen, dass sich die öffentliche Meinung nach links bewegte und für radikale soziale Reformen eintrat. Es gab wenig öffentlichen Drang auf eine Rückkehr in die Armut und Massenarbeitslosigkeit der Zwischenkriegszeit, welche den Konservativen zugeschrieben wurde.

## Wirtschaftliche Herausforderungen
Das Finanzministerium, geleitet von Hugh Dalton als Schatzkanzler, war mit dringenden Problemen konfrontiert. Die Hälfte der Kriegswirtschaft war der Mobilisierung von Soldaten, Kampfflugzeugen, Bomben und Munition gewidmet; jetzt war ein Übergang zu einem Friedenszeit-Budget dringend nötig, bei gleichzeitiger Minimierung der Inflation. Die finanzielle Hilfe durch das Leih- und Pachtgesetz der Vereinigten Staaten wurde plötzlich und unerwartet im September 1945 beendet. Neue Kredite aus den USA und Kanada waren unerlässlich, um die Lebensbedingungen erträglich zu halten. Auf lange Sicht hatte sich Labour auf die Verstaatlichung der Industrie und die nationale Planung der Wirtschaft verpflichtet. Eine höhere Besteuerung der Reichen und eine geringere der Armen, und die Hoffnung auf eine bessere Zukunft durch einen Wohlfahrtsstaat, vor allem durch eine kostenlose medizinische Versorgung für alle, waren Programm.

## Verstaatlichungen
Martin Francis (1995) argumentiert, dass ein Konsens des nationalen Exekutiv-Ausschusses und den Parteitagen von Labour bestanden habe: Sozialismus beinhalte sowohl eine moralische als auch eine materielle Verbesserung. Die Regierung Attlee hatte zum Ziel, die britische Gesellschaft als ethisches Gemeinwesen wieder aufzubauen, öffentliches Eigentum und Kontrollen dienten dazu, die Extreme von Reichtum und Armut zu verringern. Die Labour-Ideologie kontrastierte stark mit der Betonung des Individualismus durch die zeitgenössische Konservative Partei und deren Verteidigung von ererbten Privilegien und Einkommensungleichheit.
Die Attlee-Regierung erwies sich als eine der radikalsten britischen Regierungen des 20. Jahrhunderts. Sie verwirklichte die Wirtschaftsideen des liberalen Ökonomen John Maynard Keynes und nationalisierte wichtige Industrien und Versorgungsunternehmen. Sie entwickelte den Wohlfahrtsstaat „von der Wiege bis zur Bahre“ des liberalen Ökonomen William Beveridge und führte ihn ein. Bis zum heutigen Tag betrachtet Labour den 1948 unter Gesundheitsminister Aneurin Bevan geschaffenen öffentlich geförderten britischen National Health Service als ihre stolzeste Errungenschaft.
Labour-Party-Experten suchten in den Unterlagen die detaillierten Pläne für die Verstaatlichungen. Zu ihrer Überraschung gab es keine Pläne. Die Führer der Partei und Regierung erkannten, dass sie schnell handeln mussten, um den Schwung der Entwicklung ausnützen zu können. Sie begannen mit der Bank of England, der zivilen Luftfahrt, der Kohle und dem Fernmeldewesen. Dann kamen die Eisenbahnen, die Schifffahrtskanäle, der Güter- und LKW-Transport, Strom und Gas. Schließlich kam Eisen und Stahl, die ein besonderer Fall waren, weil es verarbeitende Industrien waren. Insgesamt wurde etwa ein Fünftel der Wirtschaft übernommen. Labour ließ seine Pläne fallen, auch die landwirtschaftlichen Flächen zu verstaatlichen.
Das Verfahren zur Verstaatlichung wurde von Herbert Morrison entwickelt, dem Vorsitzenden des Ausschusses für die Sozialisierung der Industrie. Er folgte dem Modell, das bereits 1927 bei der Einrichtung der Körperschaft öffentlichen Rechts für die BBC Rundfunkgesellschaft angewandt worden war. Die privaten Firmeneigentümer und Aktionäre wurden mit Staatsanleihen entschädigt. Die Regierung übernahm das uneingeschränkte Eigentum an jedem betroffenen Unternehmen und konsolidierte sie in staatlichen Monopolen. Die Manager der Firmen blieben die gleichen, nur waren sie jetzt Beamte und arbeiteten für die Regierung. Für die Leitung der Labour Party war die Nationalisierung eine Methode, um die wirtschaftliche Planung in die eigenen Hände zu nehmen. Ziel war nicht, die alten Industrien zu modernisieren, sie effizienter zu machen, oder ihre Organisationsstrukturen anzupassen. Es gab kein Geld für die Modernisierung, obwohl der Marshall-Plan, der unabhängig von amerikanischen Planern betrieben wurde, viele britische Unternehmen dazu zwang, moderne Management-Techniken zu verwenden.
Die Sozialisten der alten Schule waren enttäuscht, da die verstaatlichten Industrien identisch zu sein schienen mit den alten privaten Unternehmen. Eine nationale Planung wurde durch die finanziellen Zwänge, in denen die Regierung steckte, praktisch verunmöglicht. Der Sozialismus war vermeintlich verwirklicht, schien aber keinen großen Unterschied zu machen. Die Arbeiter und einfachen Mitglieder von Labour waren durch Geschichten von Misshandlungen von Arbeitern durch Vorarbeiter und das Management motiviert worden. Jetzt waren der Meister und die Manager die gleichen Männer wie zuvor mit der gleichen Macht über den Arbeitsplatz. Es gab keine Kontrolle der Arbeitnehmer über die Industrie. Die Gewerkschaften widersetzten sich den Bemühungen der Regierung, die Löhne zu bestimmen. Vor den allgemeinen Wahlen der Jahre 1950 und 1951 konnte Labour keine Erfolge durch die Verstaatlichung der Industrie vorweisen. Stattdessen waren es die Konservativen, die die Ineffizienz und das Missmanagement anprangerten und versprachen, die Verstaatlichung von Stahl und Transportwesen rückgängig zu machen.

## Labours Schwäche
Als die rosigen Träume des Jahres 1945 der harten Realität der späten 1940er Jahre Platz machten, kämpfte Labour verbissen um Unterstützung. Die Regierung beendete in den Jahren 1948–1949, als die Unbeliebtheit der Maßnahmen nicht mehr zu übersehen war, die Rationierung von Kartoffeln, Brot, Schuhen, Kleidung und Konfitüre und erhöhte die Benzinration für Sommer-Reisende. Allerdings wurde Fleisch weiterhin rationiert und war nur sehr knapp, zu hohen Preisen erhältlich. Die Gemüter erhitzten sich und die Rhetorik wurde schrill. Der militante Sozialist Aneurin Bevan, Minister für Gesundheit, sagte bei einem Parteitag im Jahr 1948

“no amount of cajolery… can eradicate from my heart a deep burning hatred for the Tory Party… They are lower than vermin.”

„kein Betrag der Schmeichelei… kann den tiefen brennenden Hass auf die Tory-Partei aus meinem Herzen auslöschen… Sie sind niedriger als Ungeziefer.“

Damit war Bevan, Sohn eines Grubenarbeiters, zu weit gegangen in einem Land, das stolz auf Selbstbeherrschung und Understatement ist; über diesen Misstritt kam er nie mehr hinweg.
Labour gewann die allgemeinen Wahlen von 1950 knapp mit einer Mehrheit von fünf Sitzen im Unterhaus. Die Schwierigkeiten nahmen zu und Attlee verlor sein Geschick, die Parteiflügel zusammenzuhalten. Die Verteidigungspolitik wurde zu einem der umstrittensten Themen für Labour. Die Verteidigungsausgaben erreichten 1951 im Zuge des Korea-Krieges 14 % des BIP. Diese Kosten belasteten die öffentlichen Finanzen enorm und zwangen zu Einsparungen an anderer Stelle. Der Schatzkanzler, Hugh Gaitskell, führte die Rezeptgebühr für NHS-Zahnersatz und Brillen ein. Darauf traten Bevan und Harold Wilson (Präsident des Board of Trade) wegen der Verwässerung des Grundsatzes des kostenlosen Behandlung im NHS zurück. In der Partei folgte ein Jahrzehnt des Aufruhrs, zum Vorteil der Konservativen, die immer wieder und mit zunehmend größeren Mehrheiten gewannen.
David Kynaston argumentiert, dass die Labour Party unter Premierminister Clement Attlee von konservativen Parlamentariern geführt worden sei, die mit den konstitutionellen parlamentarischen Abläufen arbeiteten. Sie sahen keine Notwendigkeit für große Demonstrationen, Boykotte oder symbolische Streiks. Das Ergebnis war eine solide Expansion und Koordination des Sozialsystems, vor allem des konzentrierten und zentralisierten National Health Service. Die Verstaatlichung des privaten Sektors beschränkte sich auf ältere, rückläufige Branchen, vor allem den Kohlebergbau. Labour hielt daran fest, systematische wirtschaftliche Planung zu versprechen, aber wusste nicht, angemessene Mechanismen dafür einzurichten. Ein Großteil der Planung wurde vom Marshall-Plan aufgezwungen, der auf eine Modernisierung von Geschäftsprozessen und gesetzlichen Vorschriften bestanden hat. Das von Labour akzeptierte keynesianische Modell betonte, dass die Planung indirekt durch die nationale Ausgaben- und Steuerpolitik geleistet werde.

## Außenpolitik
Großbritannien war mit schweren Finanzkrisen konfrontiert, es war sehr wenig Geld vorhanden für dringend benötigte Importe. Es reagierte, indem es seine internationalen Verflechtungen wie in Griechenland reduzierte, und indem es im „Zeitalter der Sparmaßnahmen“ die Lasten kollektivierte. Großbritannien unterstützte im Jahr 1948 den Marshall-Plan mit seinen Zuschüssen ohne Rückzahlungspflicht. Er diente dem Wiederaufbau und der Modernisierung von Infrastruktur und Geschäftspraktiken und senkte die Handelshemmnisse innerhalb Europas. Befürchtungen, dass Washington gegen die Verstaatlichungen oder die Sozialpolitik sein Veto einlegen würde, erwiesen sich als unbegründet.
Im Kabinett Attlee war die Außenpolitik die Domäne von Ernest Bevin, der nach innovativen Wegen, das westliche Europa in einem Militärbündnis zusammenzubringen, Ausschau hielt. Ein früher Versuch war der Dünkirchener Vertrag mit Frankreich im Jahr 1947. Bevins Engagement für das westeuropäische Sicherheitssystem leitete ihn zur Unterzeichnung des Brüsseler Pakts im Jahr 1948. Das Abkommen leitete Großbritannien, Frankreich, Belgien, die Niederlande und Luxemburg zu einer Vereinbarung für die kollektive Sicherheit und öffnete den Weg für die Bildung der NATO im Jahr 1949. Die NATO wurde in erster Linie als eine defensive Maßnahme gegen sowjetische Expansion ausgerichtet, brachte aber auch ihre Mitglieder näher zusammen und ermöglichte ihnen, ihre militärischen Kräfte koordiniert zu modernisieren; und die Mitgliedschaft förderte Waffenkäufe aus Großbritannien.
Bevin begann den Prozess der Demontage des British Empire, als es Indien und Pakistan im Jahr 1947 die Unabhängigkeit gewährte, gefolgt von Birma (Myanmar) und Ceylon (Sri Lanka) im Jahr 1948. Im Januar 1947 beschloss die Regierung, mit der Entwicklung des britischen Atomwaffenprogramms fortzufahren, um Großbritanniens Sicherheit und auch seinen Status als Supermacht zu verbessern. Eine Handvoll ausgewählter Kabinettsmitglieder hatten die Entscheidung geheim getroffen, unter Auslassung des Rests des Kabinetts, um den pazifistischen und Anti-Atom-linken Flügel der Labour-Partei zu umgehen.

## Verbreitete Unzufriedenheit
In den späten 1940er Jahren hatte die Konservative Partei die wachsende öffentliche Wut auf Lebensmittelkarten, Knappheit, Kontrollen, Strenge und die allgegenwärtige staatliche Bürokratie ausgenutzt und angestiftet. Sie nutzten die Unzufriedenheit mit der sozialistischen und egalitären Politik der Labour Party, um Unterstützung der Mittelklasse zu gewinnen und ihr politisches Comeback einzuleiten. So gewannen sie die allgemeinen Wahlen von 1951. Ihre Werbung war besonders wirksam bei Hausfrauen, die nach dem Krieg mit schwierigeren Einkaufsbedingungen konfrontiert waren als während des Krieges.

## Churchills Rückkehr
Die Reorganisation der konservativen Partei wurde mit ihrem Wahlsieg von 1951 belohnt. Mit der Industrie-Charta, verfasst von Rab Butler, der die Wichtigkeit der Beseitigung unnötiger staatlicher Kontrollen betonte, aber weit über die Laissez-faire-Haltung der alten Richtung gegenüber industriellen sozialen Problemen hinausging, hatte sie ihre Glaubwürdigkeit in der Wirtschaftspolitik wieder erlangt. Churchill war Parteichef, aber er brauchte einen Parteivorsitzenden, der die morsche Institution erneuerte. Lord Woolton war ein erfolgreicher Kaufhauseigentümer und in der Kriegszeit Minister für Ernährung. Als Parteivorsitzender von 1946 bis 1955 baute er die lokalen Parteiorganisationen auf, mit Schwerpunkten auf der Mitgliedschaft, den Finanzen und einer einheitlichen nationalen Werbung mit kritischen Fragen. Um die Basis der potenziellen Kandidaten zu erweitern, bot die nationale Partei finanzielle Hilfe für Kandidaten und unterstützte die lokalen Organisationen bei der Beschaffung von Mitteln. Lord Woolton bezeichnete in seiner Rhetorik den politischen Gegner als „sozialistisch“ und nicht als „Labour“. Der libertäre Einfluss von Professor Friedrich Hayeks Bestseller von 1944 Weg zur Knechtschaft war in der jüngeren Generation offensichtlich, aber das brauchte ein weiteres Vierteljahrhundert, um politischen Einfluss zu gewinnen. Bis 1951 hatte Labour seine Unterstützung in der Mittelschicht verloren, seine Flügel waren in heftige Kämpfe verwickelt. Die Konservativen waren bereit, wieder zu regieren.
Die Konservativen gewannen die Wahl im Oktober 1951 knapp; Churchill war zurück. Die meisten der neuen Programme von Labour wurden von den Konservativen übernommen. Daraus entstand der „Nachkriegskonsens“, der bis in die 1970er Jahre dauerte. Die Konservativen beendeten die Rationierung endgültig und reduzierten die Kontrollen. Sie verhielten sich gegenüber den Gewerkschaften versöhnlich, aber sie machten die Verstaatlichung der Stahlindustrie und des Güterkraftverkehrs im Jahr 1953 rückgängig.

## Die Medien
Die mächtigen Pressebarone hatten nach 1945 weniger politische Macht. Koss erklärt, dass der Rückgang durch strukturelle Verschiebungen verursacht worden sei: Die großen Fleet Street Zeitungen wurden von großen, diversifizierten Kapitalgesellschaften aufgekauft, die mehr Interesse an den Gewinnen als an der Politik hatten. Die Provinz-Presse war praktisch zusammengebrochen, nur der Manchester Guardian spielte noch eine nationale Rolle; wachsende Konkurrenz entstand aus dem nicht-politischen Journalismus und von anderen Medien wie der BBC. Pressemogule kamen auf, die unabhängig von den Parteien und den führenden Politikern handelten.

## Der Wohlstand der 1950er Jahre
Zu Beginn der 1950er Jahre dauerte der Wiederaufbau an, gleichzeitig begann ein stetiger Fluss von Einwanderern aus Commonwealth-Staaten, meist aus der Karibik und aus dem indischen Subkontinent. Der Schock der Suez-Krise von 1956 machte brutal klar, dass Großbritannien seine Rolle als Supermacht verloren hatte. Bereits vorher war klar, dass es sich nicht mehr leisten konnte, dass Territorium des British Empire zu kontrollieren. Dies führte bis 1970 zur Entkolonialisierung und dem Rückzug aus fast allen seinen Kolonien.
Die 1950er und 1960er Jahre waren Zeiten des wachsenden Wohlstands (Nachkriegsboom). Eine weitere Modernisierung der Wirtschaft erfolgte, wie sie sich z. B. im Bau der ersten Autobahnen zeigte. Großbritannien vergrößerte seine Rolle als internationaler Finanzplatz. Die englische Sprache erlaubte es seinem Bildungssystem, Studenten aus der ganzen Welt anzuziehen. Die Arbeitslosigkeit war während dieser Zeit relativ niedrig und der Lebensstandard nahm weiter zu; es entstanden mehr neue Wohnungen, sowohl private und als auch Sozialwohnungen, die Zahl der „Slum“-Wohnungen nahm ab. Die Konservativen setzten die Wohlfahrtsstaatspolitik der Labour-Partei weitgehend fort.
Während des „goldenen Zeitalters“ der 1950er und 1960er Jahre lag die Arbeitslosigkeit in Großbritannien im Durchschnitt bei 2 %.
Mit der Rückkehr des Wohlstands konzentrierten sich die Briten wieder mehr auf die Familie. Freizeitangebote wurden für immer mehr Menschen zugänglich. Feriendörfer (Holiday camps), zuerst in den 1930er Jahren eröffnet, wurden zu den beliebtesten Urlaubszielen in den 1950er Jahren. Auch hatten immer mehr Menschen Geld, um ihre persönlichen Hobbys zu verfolgen. Das BBC-Fernsehen erhielt im Jahr 1953 mit der Krönung von Königin Elizabeth II einen großen Schub, weltweit zwanzig Millionen Zuschauer waren dabei, zzgl. zig Millionen Radiohörer. Während im Jahr 1950 1 % der Haushalte ein Fernsehgerät besaß, waren es bis 1965 75 %. Als die Sparmaßnahmen nach 1950 aufgegeben und die Nachfrage der Verbraucher immer größer wurde, brachte sich die Labour Party mit der Forderung nach Konsumverzicht in eine ungünstige Lage, denn sie betrachtete den Konsumismus als Antithese zum Sozialismus.
Kleine Läden in den Wohngebieten wurden zunehmend durch Filialen von Ladenketten und große Einkaufszentren ersetzt, mit ihrer größeren Vielfalt des Angebots, einer schlagkräftigen Werbung und häufigen Sonderangeboten. Autos wurden zu einem wesentlichen Teil des britischen Lebensstils, die Staus auf den städtischen Straßen normal. Die Zersiedlung des Landes nahm ihren Ausgang entlang der großen Ausfallstraßen. Diese Probleme führten zur Idee des grünen Gürtels um die Stadt, angeblich zum Schutz der Landschaft vor Zersiedlung.
Die Nachkriegszeit erlebte einen dramatischen Anstieg des Lebensstandards, gekennzeichnet durch einen 40%igen Anstieg der durchschnittlichen Reallöhne 1950–1965. Arbeiter in traditionell schlecht bezahlten, angelernten und ungelernten Berufen erfuhren eine besonders deutliche Verbesserung ihrer Löhne und ihres Lebensstandards. In Bezug auf den Konsum gab es mehr Gleichheit, zumal der Landadel gezwungen wurde, seine Steuern zu zahlen und deshalb seinen Konsum reduzieren musste. Als Folge der Lohnerhöhungen stieg der private Konsum gleichzeitig um etwa 20 %, während das Wirtschaftswachstum bei etwa 3 % lag. Zudem wurde 1954 die Lebensmittelrationierung aufgehoben. Im gleichen Jahr wurde die Kontrolle der Mietkauf-Geschäfte und Abzahlungsgeschäfte gelockert. Dies ermöglichte einem großen Teil der Werktätigen erstmals am Konsum teilzunehmen. Der Anspruch auf verschiedene Lohn-Nebenleistungen wurde verbessert. Im Jahr 1955 hatten 96 % der Handwerker und ungelernten Arbeiter zwei Wochen bezahlten Urlaub, verglichen mit 61 % im Jahr 1951. Bis Ende der 1950er Jahre entwickelte Großbritannien sich zu einem der weltweit wohlhabendsten Länder. In den frühen 1960er Jahren hatten die Briten ein Wohlstandsniveau, das zuvor nur eine kleine Minderheit der Bevölkerung kannte. Junge und Ungebundene hatten zum ersten Mal seit Jahrzehnten Geld übrig für Freizeit, Kleidung und Luxus. Im Jahr 1959 erklärte das Magazin Queen, dass „Großbritannien ein Zeitalter von unvergleichlichem verschwenderischem Lebensstil erreicht“ habe. Die durchschnittlichen Löhne waren hoch, es gab mehr als genügend Arbeitsplätze, und die Menschen sahen ihren persönlichen Wohlstand sogar noch weiter steigen. Premierminister Harold Macmillan behauptete, „Was früher Luxusgüter für Reiche waren, sind heute Alltagsgüter der Armen“. Der Historiker Robert Unstead fasste es so zusammen: „Die Lebenschancen wurden, wenn nicht gleich, so doch viel gerechter als je zuvor verteilt und besonders die Empfänger von Wochenlohn (die wöchentlich Entlohnten) erreichten einen Lebensstandard, der in den dreißiger Jahren nahezu unvorstellbar gewesen wäre.“

## Wohlstandsentwicklung der 1960er und 1970er Jahre
Der Historiker Martin Pugh (nicht zu verwechseln mit dem gleichnamigen Gitarristen, Gründungsmitglied der Gruppe Steamhammer) notierte: „Die Keynesianische Wirtschaftspolitik brachte den britischen Arbeitern ein goldenes Zeitalter der Vollbeschäftigung. Verbunden mit einer entspannteren Haltung gegenüber berufstätigen Müttern führte dies zur Verbreitung der Doppelverdienerfamilie. Die Inflation lag bei rund 4 Prozent, die Löhne stiegen von durchschnittlich 8 £ pro Woche im Jahr 1951 auf 15 £ pro Woche 1961. Die Wohneigentumsquote lag im Jahr 1939 bei 35 Prozent, und stieg bis 1966 auf 47 Prozent, die Lockerung der Kreditkontrollen trieb die Nachfrage nach Konsumgütern in die Höhe.“
1963 hatten 82 % aller privaten Haushalte einen Fernseher, 72 % einen Staubsauger, 45 % eine Waschmaschine und 30 % einen Kühlschrank. John Burnett stellt fest, dass Eigentum sich über alle sozialen Schichten hinweg verteilte, so dass der Unterschied zwischen dem Konsum von höheren Berufen und Arbeitern erheblich verengt hatte. Die Haushaltsausstattungen verbesserten sich in den späten Jahrzehnten des Jahrhunderts stetig. Von 1971 bis 1983 nahmen die Haushalte mit einem eigenen Bad oder Dusche von 88 % auf 97 % zu, mit eigener Toilette von 87 % auf 97 %. Darüber hinaus hat sich im gleichen Zeitraum die Zahl der Haushalte mit Zentralheizung fast verdoppelt von 34 % auf 64 %. Bis 1983 verfügten 94 % aller Haushalte über einen Kühlschrank, 81 % über ein Farbfernseher, 80 % hatten eine Waschmaschine, 57 % eine Tiefkühltruhe und 28 % ein Wäschetrockner.
Verglichen mit der europäischen Entwicklung hielt Großbritannien jedoch nicht Schritt. Zwischen 1950 und 1970 wurde es von den meisten Ländern des Europäischen Gemeinsamen Marktes im Hinblick auf die Zahl der Telefone, Kühlschränke, Fernsehgeräte, Autos und Waschmaschinen pro 100 Einwohner überholt. Der Bildungsstand der Bevölkerung wuchs, aber nicht so schnell wie in anderen Nationen. Von den frühen 1980er Jahren erhielt rund 80 % bis 90 % der Schulabgänger in Frankreich und der Bundesrepublik Deutschland eine Berufsausbildung, verglichen mit 40 % im Vereinigten Königreich. Bis Mitte der 1980er-Jahre waren über 80 % der Schülerinnen und Schüler in den Vereinigten Staaten und der Bundesrepublik Deutschland und über 90 % in Japan bis zum Alter von 18 Jahren in der Ausbildung, im Vergleich zu knapp 33 % der britischen Schüler. Im Jahr 1987 waren nur 35 % der 16- bis 18-Jährigen in Ausbildung, verglichen mit 80 % in den Vereinigten Staaten, 77 % in Japan, 69 % in Frankreich und 49 % im Vereinigten Königreich.

## Die Unruhen in Nordirland
In den 1960er Jahren versuchte der gemäßigte unionistische Premierminister von Nordirland Terence O’Neill, das Wahlsystem zu reformieren und den Katholiken, die 40 % der Bevölkerung von Nordirland ausmachen, eine größere Stimme zu geben. Seine Ziele wurden von militanten Protestanten blockiert, durch Pastor Ian Paisley angeführt wurden. Der zunehmende Druck von Nationalisten für und von Unionisten gegen die Reform („No Surrender“) führten zur Entstehung der Bürgerrechtsbewegung unter Persönlichkeiten wie John Hume, Austin Currie und anderen. Die Zusammenstöße eskalierten, die Armee konnte die IRA (Irish Republican Army) und die Ulster Defence Association kaum unter Kontrolle halten. Führende britische Politiker fürchteten, ein Rückzug würde ein „Doomsday-Szenario“ zur Folge haben, mit weit verbreiteten kommunalen Kämpfen und anschließendem Massenexodus von Hunderttausenden von Flüchtlingen. London schloss 1972 das nordirische Parlament und begann Nordirland direkt zu regieren. Die nordirischen Unruhen wurden erst 1998 mit dem „Karfreitagsabkommen“ beendet.

## Die Krise der 1970er Jahre
In den 1970er Jahren klangen die Ausgelassenheit und der Radikalismus der 1960er Jahre aus. Stattdessen gab es eine zunehmende Reihe von wirtschaftlichen Krisen, insbesondere markiert durch gewerkschaftliche Streiks, als die britische Wirtschaft immer weiter hinter dem europäischen und weltweiten Wachstum zurückblieb. Die Krise kulminierte 1978/79 im Winter of Discontent. Das Ergebnis war eine schwere politische Krise und die Entstehung eines völlig neuen politischen und wirtschaftlichen Ansatzes unter der starken Hand von Margaret Thatcher, die im Jahr 1979 Premierminister wurde.

## Der Gemeinsame Markt (EWG) und die EU-Mitgliedschaft
Großbritanniens Wunsch, dem Gemeinsamen Markt – wie die Europäische Wirtschaftsgemeinschaft in Großbritannien genannt wurde – beizutreten, wurde erstmals im Juli 1961 von der Macmillan Regierung geäußert. Verhandlungen fanden unter der Leitung von Edward Heath als Lordsiegelbewahrer statt, wurden aber im Jahr 1963 durch ein Veto des französischen Präsidenten Charles de Gaulle blockiert. Nach anfänglichem Zögern reichte Harold Wilsons Labour-Regierung im Mai 1967 Großbritanniens zweites Beitrittsgesuch zur Europäischen Gemeinschaft, wie sie jetzt genannt wurde, ein. Wie beim ersten Mal legt de Gaulle sein Veto im November desselben Jahres ein.
Im Jahr 1973 fanden erneut Beitrittsverhandlungen unter Premierminister Heath, dem Vorsitzenden der Konservativen Partei, statt. Großbritannien trat der Gemeinschaft schließlich im selben Jahr bei, zusammen mit Dänemark und Irland. Die Labour-Partei, in der Opposition, war tief gespalten, obwohl ihr Vorsitzender, Harold Wilson, dafür eintrat. Vor den Wahlen von 1974 versprach die Labour Partei in ihrem Wahlprogramm, im Falle einer Labour Mehrheit die Bedingungen für die Mitgliedschaft Großbritanniens in der EG neu zu verhandeln und dann ein Referendum darüber durchzuführen. Dieses Vorgehen war ohne Präzedenzfall in der britischen Geschichte. In der anschließenden Kampagne zum Referendum durften die Mitglieder der Regierung (und der konservativen Opposition) ihre Ansichten dafür und dagegen frei äußern, im Gegensatz zur normalen britischen Tradition der „kollektiven Verantwortung“, unter denen die Regierung eine politische Position einnimmt, die alle Mitglieder des Kabinetts öffentlich unterstützen müssen.
Das Referendum fand am 5. Juni 1975 statt, und der Antrag, die Mitgliedschaft fortzusetzen, wurde mit großer Mehrheit angenommen.